# Nundu
Nundu est une localité  du Sud-Kivu se trouvant dans le territoire de Fizi  en république démocratique du Congo.
Le village accueille une des 34 zones de santé du Sud-Kivu qui couvrait les besoins de 218 340 habitants en 2012.